# Lophiostoma ulicis
Lophiostoma ulicis är en svampart som beskrevs av Nitschke 1886. Lophiostoma ulicis ingår i släktet Lophiostoma och familjen Lophiostomataceae.   Inga underarter finns listade i Catalogue of Life.